# هورند
هورند (مجاری: Hornád) یک رود در شرق اسلواکی و شمال شرق مجارستان است. این رود ۲۸۶ کیلومتر است که ۱۷۸ کیلومتر آن در اسلواکی است و ۱۰۸ کیلومتر آن در مجارستان.
شهرهایی که در مسیر هورند وجود دارند سپیشسکا نوا وس و کوشیتسه است و به رود شایو می‌ریزد.